# Міозит
Міозит — запалення одного або декількох скелетних м'язів. Якщо в запальний процес залучено багато м'язів, то це називається поліміозитом. Трапляється, що при цьому уражаються не тільки м'язи, а й шкіра — дерматоміозит.

## Етіологія
Міозит може бути зумовлений різними токсичними речовинами або паразитами, зокрема виникати при трихінельозі, цистицеркозі. Відомі випадки, коли міозит є наслідком професійної діяльності у представників таких професій як: оператори ПК, водії, скрипалі, піаністи, іншими словами люди, які проводять багато часу впродовж дня в незручному положенні.
Наслідком міозиту можуть бути м'язові судоми, переохолодження, травми. Міозит досить часто спостерігають при червоному вовчаку, ревматизмі, ревматоїдному артриті. Гнійний міозит може стати результатом місцевого інфікування при порушенні правил гігієни, наприклад, під час проведення медичних маніпуляцій.
Шийний міозит — найпоширеніше захворювання, його має чи не кожна людина. При цьому виникає тупий м'язовий біль в області шиї. Він «віддає» в потилицю, плечовий пояс і між лопатками. Іноді тупий біль може відчуватися у вухах, скронях чи в області чола. Рухливість шийних хребців при цьому захворюванні зазвичай залишається нормальною, але може бути й обмеженою через больові відчуття при розтягуванні певних груп м'язів і сухожиль[джерело?].
Залежно від перебігу хвороби слід виділяти гострі та хронічні міозити. Гострі міозити можуть бути гнійними або негнійними. Хронічні міозити — це, в більшості випадків, результат затягування гострої форми міозиту. До хронічних форм захворювання також відносяться туберкульозний і сифілітичний міозит. Зустрічається і міозит паразитарного походження. Гострий гнійний міозит завжди є наслідком бактеріальних інфекцій. Спричинюють гнійний міозит різні бактерії: стафілококи, пневмококи, гонококи, стрептококи. Вони потрапляють у м'яз через різні травми шкіри або внаслідок поширення гнійного процесу з сусідніх тканин, перенесення через кров із віддалених гнійних вогнищ. Характерними ознаками захворювання є біль, набряк, збільшення температури тіла, ущільнення м'язів. Також хворі скаржаться на озноб, головний біль. Через деякий час ущільнена ділянка м'яза може розм'якшуватися. Негнійний міозит може з'являтися як ускладнення інших запальних процесів у м'язах, наприклад, при травмі або пухлині. Часто уражаються м'язи стегна, гомілки, плеча, грудні м'язи.

## Клінічні ознаки
Основним проявом міозиту є м'язовий біль, який посилюється при натисканні, русі, що призводить до ураження м'язів і обмеження рухливості суглобів. На місці ураження може з'явитися набряк і почервоніння. Болючість уражених м'язів при міозиті може з'явитися в спокої під час сну, при зміні погоди. Основною характерною ознакою захворювання є м'язова слабкість, яка наростає: хворий відчуває дискомфорт під час одягання, вмивання, причісування, йому важко вставати зі стільця і підійматися по сходах.
Міозит може прогресувати, до процесу залучаються нові м'язи. Особливо схильним до тяжких наслідків є шийний міозит, оскільки іноді запалення може торкнутися м'язів гортані, глотки і стравоходу, що незмінно призведе до утруднення в проковтуванні їжі, появі кашлю. Коли в процес утягуються дихальні м'язи, може з'явитися задишка.

## Лікування
Лікування міозиту засноване на комплексі процедур, які призначають виходячи зі специфіки кожного конкретного випадку, оскільки розрізняють кілька видів і стадій захворювання. Лікування включає вплив на основний процес (призначення антибіотиків при гнійних захворюваннях і туберкульозі, антигельмінтних препаратів, специфічних сироваток), протизапальну терапію. При автоімунних захворюваннях проводять терапію кортикостероїдними препаратами у великих дозах.
Тривалість лікування залежить від перебігу міозиту, прийом препаратів може бути припинений лише при настанні ремісії, що підтверджена клінічними, серологічним і електроміографічному дослідженням. Нерідко разом з кортикостероїдними препаратами необхідно призначення інших імуносупресорів. У тяжких випадках використовують методики екстракорпоральної детоксикації — плазмаферез, цітаферез. Обов'язкова симптоматична терапія — вазоактивні препарати та знеболювальні засоби. Важливим є догляд, лікувальна гімнастика, раціональна дієта, яка містить достатню кількість легкозасвоюваних білків.